# Coyol, San Luis Potosí
Coyol är en ort i Mexiko.   Den ligger i kommunen Tamazunchale och delstaten San Luis Potosí, i den sydöstra delen av landet, 210 km norr om huvudstaden Mexico City. Coyol ligger 479 meter över havet och antalet invånare är 567.
Terrängen runt Coyol är huvudsakligen kuperad, men den allra närmaste omgivningen är bergig. Terrängen runt Coyol sluttar österut. Runt Coyol är det tätbefolkat, med 476 invånare per kvadratkilometer. Närmaste större samhälle är Tamazunchale, 6,6 km öster om Coyol. I omgivningarna runt Coyol växer i huvudsak städsegrön lövskog.